# Яструб строкатий
Яструб строкатий (Accipiter albogularis) — хижий птах роду яструбів родини яструбових ряду яструбоподібних.

## Опис
Загальна довжина сягає 32—36 см. Спина темно-сіра, груди. голова і шия чорні, живіт білий. Самці важать 170—250 г, самки трохи більші і важать 365—440 г. Розмах крил становить 60—80 см.

## Поширення
Поширені в Океанії, на Соломонових островах і архіпелазі Бісмарка. Мешкають в тропічних і субтропічних вологих, у тому числі гірських, лісах на висоті до 1800 м.

## Підвиди
Виділяють п'ять підвидів:
- A. a. eichhorni — острови Фені;
- A. a. woodfordi — острови Бугенвіль, Гуадалканал, Малаїта і Шуазель;
- A. a. gilvus — острови Нова Джорджія, Рендова, Велья-Лавелья і Коломбангара;
- A. a. albogularis — номінативний підвид, острови Сан-Крістобаль, Угі і Овараха;
- A. a. sharpei — острови Санта-Крус.

## Збереження
МСОП вважає строкатого яструба видом, який не потребує особливого збереження. Популяція птахів становить від 1000 до 10000 особин. Популяційний тренд стабільний.